# هرمون دريقي بشري مأشوب
هرمون دريقي بشري مأشوب أو هرمون دريقي بشري معاد التركيب أو هرمون دريقي بشري مؤتلف (بالإنجليزية: Recombinant human parathyroid hormone)‏ ويُسوق تجاريًا تحت اسم ناتبارا (بالإنجليزية: Natpara)‏، هو شكلٌ مُصنعٌ مِن الهرمون الدُريقي لعلاجِ قصور جارات الدرقية.
يستعمل لمعالجة هشاشة العظام عند النساء بعد سن اليأس المعرضات لخطر الكسور.